# Îles Lusançay
Pour les articles homonymes, voir Lusançay.
Les îles Lusançay sont un archipel de la Mer des Salomon. Administrativement, elles appartiennent à la province de Milne Bay dans la région sud-est de la Papouasie-Nouvelle-Guinée.
Elle tirent leur nom du Français Pierre Carré de Luzançay, navigateur venu pendant l'expédition d'Entrecasteaux partie à la recherche de La Pérouse.

## Géographie
L'archipel est situé à l'ouest des îles Trobriand et au nord des îles d'Entrecasteaux.
Il comprend une vaste zone d'îles (17), de récifs en eaux peu profondes sur plus de 100 km d'est en ouest et du nord au sud, pour une population d'environ 500 personnes.
à l'ouest
- Les îles Gwadarab (7 ha), Kanapu, Gabwina (26 ha), Konokonowana

à l'est
- Les îles Simlindon (ou Simlindan), Lulima, Nuarguta et Simsim (64 ha),

au sud
- Les îles Kawa (47 ha) et Nauria sont dans le sud.

Les îles Simsim (125) et Kawa (165) sont habitées.